# Варна (пристанище)
Пристанище „Варна“ е българско пристанище на Черно море. То е разположено както на черноморското крайбрежие при Варна (Терминал „Варна Изток“), като и във вътрешността на Белославското езеро при Девня (Терминал „Варна Запад“).

## История
Варна възниква под името Одесос като елинска крайморска колония и от Античността до днес е средище на пристанищна дейност. През 399 г. пр.н.е. Одесос влиза в империята на Александър Македонски, а лизимаховият пълководец Плейстарх използва пристанището, за да прехвърля войски в Хераклея Понтийска на Малоазиатския бряг. Предполага се, че при основаването на Одесос мястото на пристанището е в района на днешния подлез на жп гарата, сградата на Транспортна полиция и бензиностанцията, като на това място то е останало непроменено до края на ХІХ в. До 1369 г. Варна е едно от най-важните пристанища на Търновското царство, наричано от генуезките търговци Загора. До средата на XV век пристанището преживява икономически затруднения поради военните действия и османската експанзия. През периодите на затишие и мир търговията и занаятите се възражда, като в повечето случаи в пристанището акостират кораби на венецианци и генуезци. Скоро Черно море се превръща в затворено, „турско“ море, търговските пътища, минаващи през Варна опустяват, а пристанището губи досегашното си значение. Едва през втората половина на XVI век до Варна стигат търговци от Дубровник и Анкона. В тогавашната пристанищна атмосфера свидетелстват очевидци като османския пътешественик Евлия Челеби, посетил Варна през 1656 г.:
| „ | ...Търговията на пристанището е в ръцете на гърците, арабите и аджемите. На морското крайбрежие има безброй железни пръчки, буци от каменна сол, бъчви, чували с пъстърма, и всякакъв вид строителен материал. Много оживено е пристанището – хиляди кола идват и се връщат. Ежегодно хиляда и петстотин кораба носят и изнасят стоки по всички морета. Пристанището се отдава на митнически управител с илтизам от сто и седемдесет кесии... | “ |

Сто години по-късно френският дипломат и географ Шарл де Пейсонел също свидетелства:
| „ | Варна е най-голямата скеля на България... Кораби с различна големина могат да хвърлят тук котва и да презимуват в пълна безопасност. Тук заварих закотвени 14 – 15 големи каици дълги от 20 до 22 аршина и множество други малки кораби... | “ |

 Още век след това, през юли 1884, Константин Иречек записва: 
| „ | Самият град процъфтява. До морето е издигнато ново скеле от желязо и от греди, на до скъпата направа на насип не се дойде, тъй като трябваха много пари, имаше и много планове. От много години се говори за пренасянето на пристанището с канал в Девненското езеро, но неговата повърхност лежи малко по-високо и дъното му е доста плитко. | “ |

Допреди век в тази част на Варна морето достига до съвременния Дом на транспортните работници. От там започва „Голямата скеля“ на тогавашното пристанище, която навлизала в морето на 40 метра. До нея е била изградена още една, наричана „Малката скеля“. Освен място за работа вечер скелите са и място за разходки, а около тях има множество механи и кебапчийници. Малко по-надолу е и „Английската скеля“, построена за нуждите на английската търговска компания „Лойд“. Поради това, че при скелите морето е много плитко корабите хвърлят котва на километър от брега. От корабите товарите се прехвърлят на големи лодки – „мауни“, които с помощта на по-малки гребни лодки се отвеждат до брега и там се разтоварват от хамалите. Товаренето на корабите става по подобен начин, като всичко това отнема много време и ставо само при подходящи атмосферни условия. Пътниците също са превозвани с лодки. Въпросът с модернизацията на варненското пристанище очевидно е наболял през този период. Изследователите Карайотов, Райчевски, Иванов публикуват статистика, според която през 1885 варненското пристанище е сред най-важните в икономическо отношение в Западното черноморие, изпреварено само от Бургаското.
Търгът за реконструкцията на старото варненско пристанище („Голямата скеля“) съобразно изискванията на индустриалния век се състои на 4 февруари 1895 година. Проектът се основава на по-ранни проучвания на Чарлз Хартли, но преработени от Адолф Герар, който извършил теренните измервания. В края на 1894 г. Жерард, вече инженер-съветник на правителството, представил проекта си, предвиждащ построяване на приморски вълнолом в посока север-юг, южен вълнолом, перпендикулярен на първия, кейови стени с насипни равнища зад тях и удълбочаване на пристанището. Предварителната оценка на строителството възлиза на 8 290 385 златни лева. В тази сума не влизат необходимите средства за хидравличната вар и цимента, които са използвани при градежа. Те са пряко осигурени за сметка на правителството, което поема и възнагражденията за ръководния персонал. На търга участват чуждестранни фирми от Хамбург, Париж и българското дружество „Михайловски и Хайрабедиян“.
Родната фирма е избрана и започва строителство след като предлага 16,5% намаление от първоначалната тръжна цена или 6 922 472 златни лева. Каменният материал за отделните съоръжения се доставя от кариерата „Малък Аладън“, на 15 км от Варна. Макар че е относително крехък, материалът има свойството да се втвърдява във водата и това го прави много подходящ. За транспортирането му е изградена допълнителна линия, свързваща кариерата с жп линията Варна – Русе. За улеснение в самия район на пристанището се построяват временни работилници, складове, канцеларии, леярна, инсталация за приготвяне на варов и циментов разтвор, както и специален мол за по-лесно товарене на скалните материали. В строежа са използвани един 40-тонен плаващ кран, още два – 5- и 9-тонни, 90 вагона, носещи до 15 тона скален материал, три локомотива, повдигателна машина за изкуствените блокове, една драга за удълбочаване на пристанището и др. През 1897 г. Варненският губернатор назначава първия български началник на Варненския порт. Но през 1899 година фирмата-изпълнител претърпява сериозни сътресения – след две зимни бури, които повреждат плавателния ѝ състав и съоръжения „Михайловски и Хайрабедиян“ почти фалира. Продължаването на започнатия градеж се прехвърля на едно новосъздадено анонимно акционерно дружество, в което главните акционери са участниците в първото предприятие. С учредителен протокол се поставя началото на „Безименно акционерно дружество за направа на Варненското пристанище“, което съумява да доведе проекта до успешно завършване през 1906 година, въпреки инциденти като този с руския търговски кораб "Азов". Данни за строежа на пристанището са съхранени в архивна преписка, скици и планове за строежа относно поемни условия за постройка на хангари, ферми, антрепозитни складове, сключени между министъра на търговията и земеделието и Безименното акционерно дружество за направа на пристанището. В церемонията по откриване на 18 май 1906 г. участва лично княз Фердинанд I, който пристига на борда на българския крайцер „Надежда“. Корабът прерязва трикольорната лента, опъната между двата вълнолома. Още 23 военни и граждански парахода от Румъния, Италия, Германия, Англия, Австро-Унгария, Гърция, крайцери от Руския императорски флот и над 300 официални гости се включват в откриването. То е ознаменувано с 21 топовни салюта от чуждестранните военни параходи и бреговата артилерия.
От този период датират и преписки по строежа на морския канал, съединяващ морето с езерото; ситуационни планове, привременни ситуации, напречни профили и рапорти по хода на строежа, както и преписка по построяване на мост над канала. През 1907 е открита Варненската пристанищна работилница в съществуващите две дървени баржи, собственост на Безименното акционерно дружество. Балканските войни обаче слагат край на прогресиращия търговски стокооборот, а отнемането на Южна Добруджа от България и притокът на бежанци от Македония, Тракия и Добруджа (над 30 000) в града засилва безработицата, респективно бедността и усложнява нелекото следвоенно социално положение на гражданите. Много предприятия не издържат на следвоенната икономическа криза и фалират, причинявайки нова вълна от безработица. Градът започва бързо да губи търговското си значение.
|        | Варна  | Варна  | Бургас | Бургас |
| Година | Внос   | Износ  | Внос   | Износ  |
| 1920   | 47,80% | 15,20% | 14,20% | 42,40% |
| 1925   | 20,20% | 13,50% | 21,60% | 36,10% |
| 1930   | 14%    | 12,70% | 18,60% | 34,30% |
| 1937   | 11,60% | 15,80% | 24,70% | 27,40% |

През 1924 г. е назначената комисия, която да установи план за застрояването ва свободните места във Варненското приетанище.
През 1938 г. в Заповед на главната дирекция по железниците и пристанищата се определят три товаропътнически линии, които трябва да се поддържат от Българското търговско параходно дружество – крайбрежна, Египетска и Западноевропейска. През 1939 г. пристанищата в България се обединяват в три области – Варненска крайбрежна област, Бургаска крайбрежна област и Дунавска речна област. Началникът на пристанище Варна става и началник на Варненската крайбрежна област. По време на Втората световна война Варненското пристанище е обект на укази и вербални ноти о страна на Френската република, Английската легация, Италианското кралство, Германската легация, запазени са преписки и съобщения за миниране на морски пътища, определяне безопасни зони и по провеждане на контрол върху корабите на неутралните страни. През 1947 г. пристанището е национализирано. След тригодишно разширение, на 26 януари 1966 г. влизат в експлоатация новите пристанищни съоръжения, а през 1968 г. е построена и новата Морска гара с половин километър кейови стени. От 1974 г. Варна има и своето второ пристанище – Варна-запад. През 2011 г. Пристанище „Варна“ обработва 9.15 милиона тона товари, като по този показател изпреварва пристанище Бургас.

## Характеристика
Пристанище „Варна“ разполага с два терминала „Изток“ и „Запад“, които се намират на около 30 км един от друг. Терминал „Изток“ е разположен на Черно море, а терминал „Запад“ е разположен в най-западната част на Белославското езеро. Терминал „Изток“ и терминал „Запад“ разполагат с по 17 корабни места всеки, като максималната дълбочина пред корабните места достига 11.50 метра. В акваторията на Пристанище „Варна“ има още четири пристанищни комплекса:Петрол;ТЕЦ Езерово; Леспорт и Фериботен комплекс Варна, с тях общия брой на корабните места достига 45. 2013 е най-успешната в историята на порта, с обработени над 10 млн.тона товари. Над 50% от всички водни товари (речни и морски) минават през Пристанище „Варна“, което се утвърждава като най-голямото българско пристанище и контейнерната врата на България.